# Pterolophia praeclara
Pterolophia praeclara là một loài bọ cánh cứng trong họ Cerambycidae.